# Z世代
Z世代（ゼットせだい）、ジェネレーションZ（英: Generation Z）とは、概ね1997年から2012年頃に生まれた世代を指すことが多いが、アメリカ心理学会は1998年生まれ以降を指すなど、定義は厳密に決められているわけではない。
一方、Z世代という表現や括りについては否定的な意見も存在する（後節の「#「Z世代」という表現に対する否定的意見」を参照）。

## 概要
名称はジェネレーションXから続くものであり（「X世代#語源」を参照）、アメリカにおいてその次世代のポストX世代をアルファベットでXに次ぐ世代として「ジェネレーションY」（一般的にミレニアル世代とも呼ばれる）、ジェネレーションYのポスト世代をYの次にあたる「ジェネレーションZ」と称した。
生まれた時点でインターネットが利用可能であったという意味でのデジタルネイティブ世代としては最初の世代となる。デジタル機器やインターネットが生まれた時から当たり前のように存在し、ウェブを日常風景の一部として感じ取り、利用している世代である。
また、パソコンよりもスマートフォンを日常的に使いこなし、生活の一部となっている「スマホ世代 (iGen)」でもある。さらに、「baby boomer」を揶揄する「Boomer」になぞらえ「Zoomers（ズーマーズ）」とも呼ばれる。成長期にWeb 2.0を当たり前のように享受し、情報発信力に長けているため、当該世代からは数多くのインフルエンサーが登場している。
この他、Z世代と同時期に生まれた若者は、C世代（シーせだい）、ジェネレーションC（英: Generation C）、あるいはニュー・サイレント・ジェネレーション（英: the new silent generation）と呼ばれることもある。
Z世代の次の世代をα世代（アルファ世代）と呼び、概ね2010年代以降生まれを指すことがある。
日本では脱ゆとり世代にあたる。若者研究の第一人者として知られる原田曜平によって、スマホ第一世代を「Z世代」と紹介され、徐々にマスメディア、マーケティング業界を中心に呼称が浸透し、2021年には、ユーキャン新語・流行語大賞トップ10に選出された。

## 特徴
ミレニアル世代（Y世代）よりもさらに周囲のIT環境が進展しており、幼少期から“デジタルデバイス（機器）やインターネット、SNSを含むソーシャルメディアの存在を前提とした生活”をしているデジタルネイティブ（ネットネイティブ、あるいはソーシャルネイティブ）世代である。生まれた時からインターネットに接続するための基本的な端末であるパソコンや携帯電話が既に存在しており、インターネットを利用し始めた頃にはADSLやCATVなどブロードバンドによる常時接続環境、SNSを含むWeb 2.0、さらにスマートフォンが普及し、個人の情報発信が身近となっていた。
2020年に始まった新型コロナウイルス (COVID-19) のパンデミックの影響で、義務教育と高等教育の両方で、全社会的に実施された遠隔教育（オンライン授業）を受ける最初の世代となった。
2020年時点で世界人口の約3分の1を占めており、「日本では Z世代の約5割が「子どもがほしくない」と回答しており少子化傾向が続くとみられる」などという見方もあるが、このアンケートはBIGLOBEが2日間で総人数500人を対象にインターネットで行ったものであり、全体を象徴するものではない。
Z世代の多くは、幼少期からリーマンショックやコロナ禍による不況を経験している。そのため、企業に対する期待感が低い傾向にある。企業への期待感がないため、ひとつの企業に対する執着がない傾向がある。そのため他世代と比べ、短期間で離職する傾向があったり、副業への抵抗感が薄いとされる。

## ジェネレーション・レフト
欧米ではミレニアル世代と合わせてジェネレーション・レフト（左派世代）と呼ばれる経済格差や気候変動、ジェンダー問題、ポリティカル・コレクトネス、ブラック・ライヴズ・マター、ヴィーガンなど左派的活動を行う者が目立つ。旧ソ連型の体制を知らないミレニアルやZの若い世代は社会主義に負のイメージがなく、資本主義体制に失望するほど左派に傾倒。世論調査会社ユーガブの19年の調査によると「社会主義の候補者に投票するか」との問いにZ世代の64%、ミレニアル世代の70%が「投票の可能性が高い」と答えた。16年の大統領選の民主党候補者選びでは民主社会主義者バーニー・サンダース旋風に一役買った。そのためZ世代の増加で2024年のドナルド・トランプ再選は困難という見方もされていた。
しかし、2020年代以降は若い男性は右傾化し、若い女性は左傾化する傾向があると指摘されるようになった。ドイツではTikTok戦略の成功によりドイツのための選択肢が若い男性の支持を受けて躍進した一方で、若い女性は右傾化、高齢化に対する反発により左翼党を支持するようになったと指摘されている。2025年のイェール大学の調査では米国の若者は保守化しているという調査がある。

### 日本
日本では同世代（ミレニアル世代・Z世代）が左派的活動をしていることは少なく、左派系知識人やマスメディアを中心に「Z世代」及び「Z世代=レフト」の定義を日本にも広めて欧米のジェネレーションレフトを賞賛し、同じように日本の同世代が「目覚める」ことを期待する記事が多数出ており、それをテーマにしたラジオ番組（ON THE PLANET）もあったほどだが、実際のところ日本の若者は選挙にも行かないと評されている。2020年代中盤の時点では若年層の自由民主党の人気は2010年代に比べると落ちているが立憲民主党はさらに落ちて、中道右派的な国民民主党、リベラルよりも古典的左翼やポピュリスト左派とも評されるれいわ新選組が支持を集めている。「Z世代はSDGsなど、環境意識が高い」という俗説も、日本のニッセイ基礎研究所による20 - 74歳の約2500人への調査では、「サステナビリティーを意識して生活している消費者」に該当する27.7％の全世代のうち、最も環境意識が高かったのは50歳代であり、20歳代では2割弱であった。
オタク・右派と高齢層の左派、俗流若者論を批判してきた左派リベラル系の評論家の後藤和智は、右派からは「左派は若者の敵」、高齢左派からは「ぷちナショナリズム」論などの影響で「若者は左派の敵」と見なす文化が勃興した結果、若者がリベラル的なことを言うことが憚られるようになり、メディアに登場する表象においては、「若者＝アンチレフトで左派不支持、自民・維新的」という図式が圧勝したという認識を示した。日本においては、自民党衆議院議員の大空幸星が左右の求める「若者」ないし「Z世代」像に合致していることを指摘し、左右両翼及びオタクから若者へのリベラル浸透が妨げられたとした。
他方「リベラル」に対しては左派内部からも批判があり、社会主義思想の研究者の酒井隆史は「第二次安倍政権の時代になり社会は変わるどころかおそろしく反動化している、いっぽう、まるで勝っているかのように、しばしば、ここではじめて運動のようなもののふれた（それ自体はいいのです）「リベラル」たちがSNSで凱歌をあげ、ときに日本の運動史の頂点にあるような語りをくりだし、すこしでもみずからに批判的なものたちに対して、ひんぱんに罵倒というかたちで応じている」「たいてい日本においては、社会運動の文脈でも「世代」がいわれるときは、マーケティング的心性によって支配されています。実質的にあたらしいわけではない、むしろ旧世代の保守的感性と都合よくマッチングしてる人びとをピックアップし、その「若い」表象を利用するのです」と批判した。
アメリカ在住で1997年生のライターの竹田ダニエルは著書『世界と私のA to Z』においてアクティビスムに賛同しつつも、「多様な価値観が存在することこそが｢Z世代らしさ｣であるにもかかわらず、｢Z世代を代表する意見｣というものを欲しがるのは、あまりにも矛盾しすぎている。私はそもそも｢Z世代｣というのは生まれた年月で区切られるものではなく、｢社会に対して目を向け、常に自分と向き合い、誰もがより良い社会を目指すべきだという“価値観”｣で形成される｢選択可能｣なものなのではないかと考えている。」として大人の求めるZ世代像への違和感を次のように述べている。
独身文化の研究者の荒川和久は、いつの時代も若者はリベラルとされている、ウクライナ侵攻のシンボルとなった「Z」は政治的に正しくないとして禁止しないのかとリベラル派を皮肉った。Z世代論についても「Z世代に限らず、大体において、世代論のいい加減なところは、前の世代との違いを出すために、「そういう面もあるよね」という一部の特徴をさも全体の特徴であるかのように誤認させる定義をしているところだ。それこそ、新入社員を「○○型人間」と長らく規定してきたかつてのおっさん連中のやりかたそのもの。」「Z世代なんて言葉は別にこの世からなくなっても誰も困らないだろう。世代論なんてもので小銭を稼ごうとしている一部の界隈の人間を除いては。」と述べている。

## 日本におけるZ世代

### 特徴
日本においても明確な定義は定まっていないが、欧米におけるZ世代の一般的な定義と同様の1997年から2012年生まれを指す場合が多い。
祖父母が1930年代半ば生まれから1950年代生まれ（焼け跡世代からしらけ世代）、両親が1960年代半ばから1980年代前半生まれ（バブル世代から就職氷河期世代）というケースが多い。
Y2Kファッションやルーズソックスなど、親世代の流行をリバイバルさせることもある。
2017年頃からの（第3次・第4次）韓流ブーム（韓国ドラマやK-POPなど）はZ世代が牽引しているとの指摘もある。

## コロナ世代
2019年に発生した新型コロナウイルス感染症（COVID-19）の流行によって人生の転換期に何らかの影響を受けている子供や若者を『コロナ世代』という場合がある。新型コロナウイルス感染症（COVID-19）の位置づけが第2類であった2020年度から2022年度（2020年4月から2023年3月）に初等教育及び中等教育を受けていた2002年4月2日生まれから2016年4月1日生まれが該当するとされている。 

### ロックダウン世代
教育や就職の機会を失ったことで、その後の労働市場において不利益を受ける可能性がある世代を『ロックダウン世代』と呼称する場合がある。
2020年4月 - 5月に実施された学校の一斉休校により教育格差が深刻な問題になったとされており、オンライン授業や休校の解除時期の全国不統一により学習進度に差が出ていることも指摘されている。過去に高校1年（15歳）が受けたテスト『OECD生徒の学習到達度調査』（PISA2018）で学力が過去最低だったこともあり、長期に渡る休校により学業への影響のほか、運動不足や食育への影響なども指摘されている。さらに学習機会の喪失により、生涯賃金に影響が出るとの指摘がある。
リクルート進学総研が全国の高校生を対象に意識調査を行い、自分たちの世代の名前を自由に記述してもらったところ、「コロナ世代」とまとめられる回答が10.7%で最も多かった。

## 「Z世代」という表現に対する否定的意見
- 『デジタルネイティブでジェネレーションレフトである』などといったような、マスメディアにより伝言ゲーム式に伝聞されるステレオタイプのZ世代像が、次第に当事者のリアルから乖離した虚像を創造し、実際のZ世代を戸惑わせることや、矛盾した調査結果をもたらす事がある[37][47]。これまでに世間のイメージを反証した事例には、以下のようなものがある。

『Z世代はタイパ（タイムパフォーマンス）主義である』…原田曜平による2022年の調査では、Z世代当事者たちが新型コロナウイルスにより疎遠となった友人との親睦をじっくりと再構築しようとする例が見られている。
『Z世代は読書離れしている』…ライターの飯田一史による調査では、小中学生の「1ヶ月の平均読書数」は1990年代後半に過去最低に落ち込み、不読率は過去最高を記録したが、2000年代にはいずれもV次回復へと覆り、2022年の小中学生の平均読書冊数は過去最多を記録している。また、高校生も1960年代よりほぼ横ばいであり、少なくとも『読書離れ』とは言い難い結果であった。
- お笑いタレントのカズレーザーは「Z世代」という言葉は年配者が作った言葉であり、Z世代という表現そのものが今時の価値観ではないと提唱している[47]。自分自身をZ世代と称する2000年代生まれの人物より相談があり「老害が多すぎて嫌になる」という相談に対し、「Z世代とかY世代って上の（世代の）人（たち）が勝手に作った枠組みなんですよ……今の価値観にアップデートしたいんだったらこういう言葉は使わないほうがいいですよ、古臭く見られます……絶対“Z世代”なんてダサい言葉使わないでください。昭和だと思われます」と発言し、多くの称賛の声が挙がった[47]。

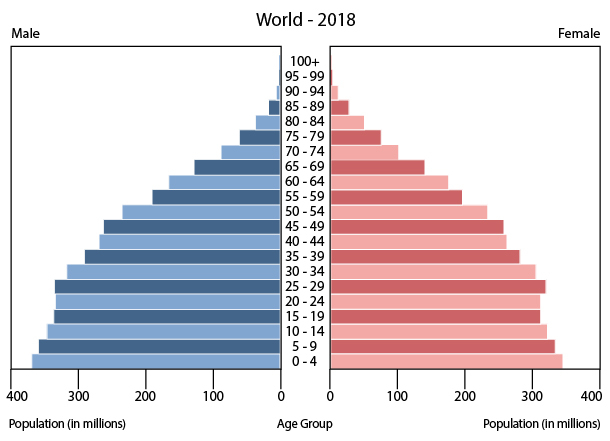
世界の人口ピラミッド（2018年）
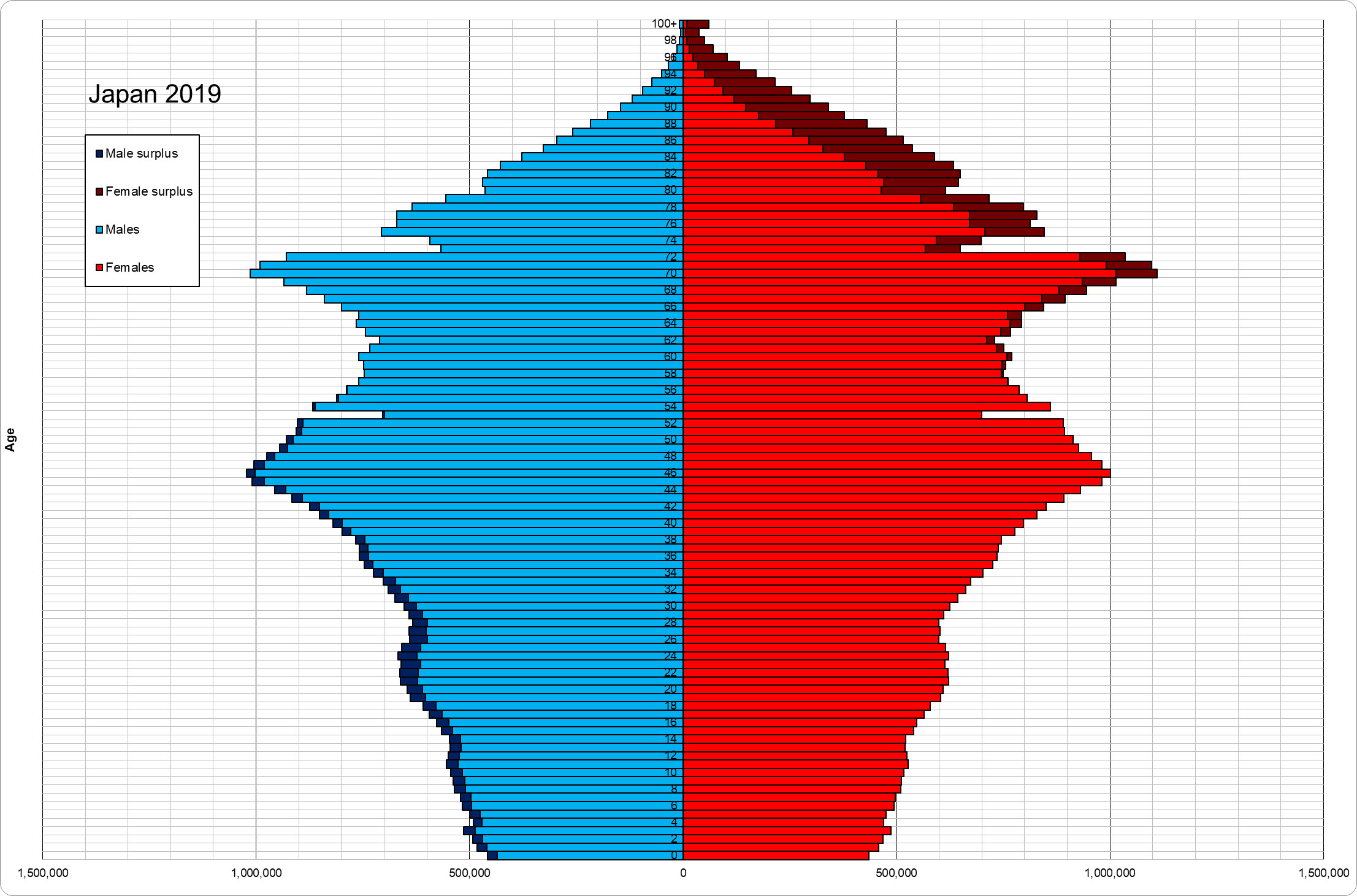
日本の人口ピラミッド（2019年）